# Federación Europea de Ciencia y Tecnología de Alimentos
La Federación Europea de Ciencia y Tecnología de Alimentos (EFFoST) es una organización no gubernamental europea, dedicada a la promoción de la Ciencia y Tecnología de los alimentos. Está formada por ochenta sociedades diferentes de veintiún países europeos. A su vez, es un grupo regional de la Unión Internacional de Ciencia y Tecnología de Alimentos (IUFOST). 

## Funciones de EFFoST
1.	Fortalecer los lazos entre las áreas académicas, gubernamentales e industriales relacionadas con los alimentos.
2.	Favorecer una transferencia tecnológica rápida para aumentar la competitividad económica en Europa.
3.	Promover la formación continuada en Ciencia y Tecnología de Alimentos.
4.	Homogeneizar la legislación alimentaria y su aplicación en Europa.
5.	Mantener las relaciones de colaboración entre la industria alimentaria Europea compartiendo conocimientos. 

## Publicaciones
•	Innovative Food Science and Emerging Technologies (ISFET), revista científica oficial de EFFoST.
•	Trends in Food Science and Technology (TIFS), revista de artículos de revisión científica dirigida más al desarrollo de productos que a la investigación básica.
•	Food Processing Intelligence (FPI), libro oficial de EFFoST sobre la industria alimentaria en Europa que se publica bianualmente.
•	Documentos sobre diferentes cuestiones de interés en Europa sobre Ciencia y Tecnología de alimentos.
•	Publicaciones en la página web de Food-Info, como parte de un proyecto de cooperación entre EFFoST, la Universidad de Wageningen, la European Hygienic Engineering and Design Group (EHEDG) y la organización de estudiantes FISEC.
•	También en cooperación con Food-Info, se ha creado un nuevo espacio en internet sobre puestos de trabajo a nivel internacional dentro del ámbito de alimentos y nutrición.
•	Diccionario multilingüe de alimentos accesible por internet.

## Comité Ejecutivo
El Comité Ejecutivo está formado por: los Presidentes actual, anterior y electo, así como cuatro personas designadas oficialmente y doce miembros electos.

## Sede
La sede de EFFoST se encuentra en Wageningen, Holanda.